# Sharon Wylie
Sharon L. Wylie (Nueva Orleans, 12 de julio de 1949) es una política estadounidense del Partido Demócrata. Es miembro de la Cámara de Representantes de Washington, representando al distrito 49 desde 2011. Sirvió anteriormente en la Cámara de Representantes de Oregón de 1993 a 1997, representando al distrito 22.

## Carrera
Tiene una licenciatura en ciencias políticas de la Universidad de California en Riverside, y se mudó a Washington para convertirse en administradora de la ciudad de Tukwila en 1981. Más tarde fue empleada por el gobierno del condado de King y se mudó a Gresham (Oregón). Fue asistente de dos comisionados del condado de Multnomah y ayudó a organizar el mercado de productores de Gresham. Presentó su intención de postularse para el escaño del distrito 22 en la Cámara de Representantes de Oregón en febrero de 1992.
El representante titular del distrito 22, Ron Sunseri, se retiró de la carrera en agosto de 1992 y dejó a Wylie compitiendo contra un oponente republicano de último momento. Ella ganó el escaño por un amplio margen, derrotando a Francis Martínez en las elecciones generales. Ganó la reelección en una revancha «acalorada» de 1994 con Martínez que incluyó anuncios de ataque y más de $125 000 en fondos recaudados por ambas campañas antes de las elecciones generales. En diciembre de 1995, anunció que no se postularía para un tercer mandato.
Su marido, Ted Gathe, fue contratado en 1994 como fiscal de la ciudad de Vancouver (Washington), lo que dio lugar a especulaciones de que Wylie se mudaría de Oregón; ella seguiría siendo elegible para servir en la Cámara de Representantes de Oregón a menos que fuera expulsada por votación. Cumplió el resto de su mandato en la Cámara mientras vivía en Gresham y se mudó a Vancouver con su esposo e hijos en 2002. Fue contratada por el gobierno del condado de Clark en 2001 para desempeñarse como gerente de relaciones gubernamentales y cabildera ante la legislatura estatal.
El 13 de abril de 2011, fue designada por la Comisión del Condado de Clark para un escaño vacante en la Cámara de Representantes de Washington del distrito 49. Ella asumió el cargo más tarde ese mismo día en Olympia para terminar los meses restantes del mandato. Se postuló para un período permanente y derrotó a su oponente republicano por un margen del 13 por ciento en las elecciones generales de noviembre de 2011. Ella es la presidenta del Comité de Sustancias Reguladas y Juegos y miembro del Comité de Finanzas de la Cámara. Wylie también es miembro de la Comisión de Artes del Estado de Washington y de la Autoridad de Financiamiento para el Desarrollo Económico de Washington.

## Vida personal
Está casada con Ted Gathe, exfiscal de la ciudad de Vancouver. Tienen dos hijas.